# お終活 熟春!人生、百年時代の過ごし方
『お終活 熟春！人生、百年時代の過ごし方』（おしゅうかつ じゅくしゅん！じんせい、ひゃくねんじだいのすごしかた）は、香月秀之監督・脚本による2021年公開の日本映画。終活をテーマとしたヒューマンコメディ。
2021年5月21日より全国134館で公開されたが、新型コロナウイルス感染症の拡大により主要都市映画館で休業（東京5/21～5/31、大阪5月～、名古屋土日の休館）の措置が取られて観客動員が減少し、休業が明けてからは他の映画の乱立で上映回数が減少する（1日1・2回）状況となった。映画サイトではYahoo映画の評価ランキング第1位、Filmarksの満足度第2位の評価を得ている。
2024年5月31日には、シリーズ第2弾となる『お終活 再春！人生ラプソディ』が公開された（後述）。

## あらすじ
菅野涼太は勤めていたIT企業が倒産し、葬儀社に再就職した。彼は大学時代に母親を亡くしたが、植物状態の母親の延命治療を父親が打ち切った事を恨み、もう十年も父親と音信不通でいた。昼食に寄るキッチンカーのオーナー・大原亜矢と親しくなる涼太。
亜矢の母親で専業主婦の千賀子は、定年退職した夫の真一が家事を手伝わないことに苛立ちを募らせていた。亜矢が涼太から渡された「終活フェア」のチラシを見て、気晴らしに棺おけに入る体験や死亡後の複雑な法的手続きを学びに行く千賀子。
夫婦の会話が無いと愚痴るマージャン仲間を見て、千賀子と会話しようとするが、話題もない真一。認知症になれば記憶や思い出も失うと聞き、虚しい気持ちで帰宅すると、葬儀社の涼太が亜矢や千賀子と夕飯をとっていた。涼太は、千賀子が「終活フェア」で当てた「メモリアル映像」の説明に来ただけだったが、へそを曲げ、夫婦の思い出の映像作りに断固反対する真一。
葬儀社で働くことを真一に皮肉られ、ショックな涼太。葬儀の仕事は愛がなければ出来ないと先輩に諭された涼太を、疎遠な父親が訪ねて来た。再婚の報告と和解を求めて携帯番号のメモを渡そうとする父親を冷たく追い返す涼太。
主婦仲間と会食し、夫の愚痴を言い合う席で倒れる千賀子。脳梗塞だったが、幸い病状は軽く、後遺症も残らなかった。しかし、老いを痛感する真一。夫婦のアルバムを手に葬儀社を訪ねた真一は、涼太に「メモリアル映像」の制作を依頼した。
千賀子は無事に退院したが、田舎の真一の兄が亡くなった。人生百年時代に、目標を持って老後を過ごしたいと願う真一と千賀子。娘の亜矢は金婚式の計画を立て、涼太の葬儀社にプロデュースを依頼した。
結婚式を挙げた思い出の会館に友人知人を招き、盛大な金婚式を挙げる真一と千賀子。涼太が残業して編集した「メモリアル映像」も披露された。真一の隠し子が現れる一幕もあったが、それは誤解で式は無事に終り、涼太は父親に和解の電話をかけた。

## キャスト
- 菅野涼太 - 水野勝
- 大原亜矢 - 剛力彩芽
- 桃井梓 - 松下由樹
- 咲江 - 藤吉久美子
- 和子 - 大島さと子
- 信子 - 増子倭文江
- 里子 - 福井裕子
- 西口早織 - 尾崎明日香
- 小池 - 鶴見萌
- 今井 - 松中みなみ
- 森本武 - 島崎義久
- 森本典子 - 北島美香
- 森本翔子 - 今枝桜
- 若い頃の真一 - 齋藤光
- 若い頃の千賀子 - 原結里
- 林 - 藤田宗久
- 林の妻 - 高岡智子
- 宅配業者 - 市村亮
- コーラスの先生 - 竹内雅挙
- コーラスメンバー - 柏プリムラ・エ・コール
- 幼い頃の涼太　- 健人・A
- 涼太の母親 - 麻里万里
- ルビー - Tina
- マリア - Maria Christina Colico
- カート - SChon Duria
- 由紀子 - 和泉ちぬ
- 牛嶋 - 武元純平
- 小山 - 山崎健二
- 田島 - 小川隆市
- 大原沙耶 - 佐々木みゆ
- 大原雅恵 - 小林綾子
- 大原英男 - 袴田吉彦
- 坂口 - 石丸謙二郎
- 鈴木 - 金田明夫
- 佐藤教授 - 大和田伸也
- 井上隆弘 - 螢雪次朗
- 菅野敬一 - 西村まさ彦
- 山田一夫 - 石橋蓮司
- 大原千賀子 - 高畑淳子
- 大原真一 - 橋爪功

## スタッフ
- 監督 - 香月秀之
- 脚本 - 香月秀之
- 音楽 - MOKU
- 主題歌 - 財津和夫「切手のないおくりもの」
- エンディングテーマ - 清水理子「あなたへ」（キングレコード）
- 挿入歌 - チューリップ「青春の影」
- 劇中コーラス -「虹とスニーカーの頃」「心の旅」

- プロデューサー - 川田亮、櫻井一葉、安久慎一、竹田太郎
- 撮影 - 松尾誠
- 照明 - 小野村拡洋
- 美術 - 西沢和幸
- 衣裳 - 深野明美
- ヘアメイク - 泉宏幸
- 録音 - 深田晃
- 編集 - 人見健太郎
- スクリプター　-　山下千鶴
- キャスティング -　福岡康裕
- アソシエイト -　渡邊健太郎
- 特別協賛 - 一柳装具總本店
- 協賛 - フロンティアの介護、ホーユー
- 配給 - イオンエンターテイメント
- 企画 - フレッシュハーツ
- 製作プロダクション - フレッシュハーツ
- 製作 - 「お終活」製作委員会

## 続編
『お終活 再春！人生ラプソディ』（おしゅうかつ さいしゅん！ じんせいラプソディ）は、2024年5月31日公開。主演は高畑淳子。

### あらすじ(再春！)
亜矢と涼太の結納の日に、亜矢の父・真一 は席を設けた店の名も場所も忘れ、大遅刻した。去年、兄の葬式で田舎に帰ったことも忘れ、認知症を案じる亜矢や妻の千賀子 。
真一の葬儀社の「終活フェア」で、長い老後に若い頃の夢を再び追う「再春」という考え方を知る千賀子。青春時代にシャンソン歌手を目指し、指導を受けた千賀子は、恩師の女性を訪ねたが、彼女は亡くなり、遺骨は寺が経営する納骨堂に納められていた。嫁や夫の愚痴を言い合う女友達たちと、近代的で美しい納骨堂を見学する千賀子。
シャンソンの師の娘・英恵は母のミュージック・スクールを継ぎ、千賀子にレッスンの再開を薦めた。ライブで「愛の讃歌」を歌う夢を抱く千賀子。妻が「生前整理」で不用品を捨てたり、レッスンで家を空けることに、いちいち嫌味を言うへそ曲がりの真一。暇を持て余す真一をデイ・サービスに通わせるために「要介護認定」の検査を受けると、真一は要介護１に認定された。
介護施設の施設長を務める菅野敬一(涼太の父)から、受けられる様々な介護について聞き、デイ・サービスに通う真一。施設では亜矢も栄養士として働き、新しい入所者でフランス帰りの画家・五島から油絵をプレゼントされた。自宅で英恵も招いての食事中に絵が宅配で届いたが、そこに描かれた女性が若い頃の母だと気づく英恵。英恵の父は幼い頃に母と離婚し、名前も行方も分からなかったのだ。
施設長の敬一は草野球の監督を務めているが、真一が子供の頃に野球選手に憧れたと知り、一日だけ試合の監督を真一に任せた。慣れない涼太まで選手として駆り出し、滅茶苦茶な采配ながら勝利する真一。真一は若死にした父親と選手への夢を追った少年の日々を思い出し、敬一は長く疎遠だった涼太とのキャッチボールを楽しんだ。
五島と面会し、英恵の父親だと確認する千賀子。絵画に専念するために、妻子を捨てパリで生活して来たと語る五島。それでも老後には再び家族を追ってもよかろうと、お節介ながら英恵に面会を勧める千賀子。五島と会って酒を飲んだ英恵は、酔いに任せて怒鳴りつけ、父と和解した。
シャンソンをレッスンした千賀子は、英恵がプロデュースするライブで歌う予定だったが、スポンサーが降りたために開催が困難になった。新しいスポンサー探しに困窮する英恵。涼太は葬儀社のイメージアップのためにスポンサーになることを提案し、ライブは無事に開催された。千賀子は自分で歌詞を考えた「愛の讃歌」で、夫・真一との愛の日々を歌い上げた。

### キャスト (再春！)
- 大原千賀子 - 高畑淳子
- 大原亜矢 - 剛力彩芽
- 桃井梓 - 松下由樹
- 菅野涼太 - 水野勝
- 菅野敬一 - 西村まさ彦
- 山田一夫 - 石橋蓮司
- 咲江 - 藤吉久美子
- 信子 - 増子倭文江
- 理佳子 - LiLiCo
- 高橋 - 窪塚俊介
- 佐伯 - 勝俣州和
- 美沙 - 橋本マナミ
- カオリ - 藤原紀香
- 木村 - 大村崑
- 丸山英恵 - 凰稀かなめ
- 五島英樹 - 長塚京三
- 大原真一 - 橋爪功
- （本人） - 三浦友和（特別出演） [2]

### スタッフ (再春！)
- 監督 - 香月秀之
- 脚本 - 香月秀之
- 音楽 - MOKU
- 挿入歌 - 高畑淳子「愛の讃歌」

- 企画・プロデュース - 櫻井一葉
- プロデューサー - 川田亮、安久慎一
- キャスティングプロデューサー - 福岡康裕
- アソシエイトプロデューサー - 渡邊健太郎
- ラインプロデューサー - 辻智
- 撮影 - 松尾誠
- 照明 - 小野村拡洋
- 美術 - 西沢和幸
- 録音 - 深田晃
- 編集・VFX - 人見健太郎
- スクリプター - 山下千鶴
- ヘアメイク - 泉宏幸
- 衣裳 - 深野明美、松下麗子
- 助監督 - 冨田卓
- 製作担当 - 椋樹尚映
- 宣伝 - 下ノ村真由美、小野典子
- デザイン - 尾野正人
- 配給営業統括 - 根本真麻
- 特別協賛 - 洋服の青山、坪井工業、自由が丘陵苑、ドゥ.ヨネザワ企業グループ
- 協賛 - アデランス、エクシング、テレビ熊本、中電クラビス、いきいきライフ協会 名古屋、川﨑会計事務所、農心ジャパン、えがお
- バリアフリー版協力 - UDCast、バリアフリーシアターエイム ing
- 企画・製作プロダクション - フレッシュハーツ
- 配給 - イオンエンターテイメント
- 製作 - 「お終活 再春！」製作委員会